# RR Близнецов
RR Близнецо́в (лат. RR Geminorum) — двойная звезда в созвездии Близнецов на расстоянии приблизительно 3,96 ± 0,16 тыс. световых лет (1215 ± 48 парсек) от Солнца. Видимая звёздная величина звезды колеблется ввиду переменности главной компоненты пары от +11,99m до +10,62m, спектральный класс — от A9 до F6.

## Характеристики
Первый компонент — жёлто-белая пульсирующая переменная звезда типа RR Лиры (RRAB) спектрального класса A9-F6, или A8. Масса — 2,34 ± 0,12 солнечных, средний радиус — 6,1 ± 0,3 солнечных, светимость меняется примерно от 20 до 70 солнечных. Средняя эффективная температура — около 6020 K. Текущий период переменности равен 9,535 часа, эпоха максимума 2441357,205 JD. Период изменялся в прошлом, однако в течение многих лет остаётся стабильным. Переменность звезды была открыта в 1903 году Лидией Цераской в обсерватории Московского университета.
Второй компонент — красный карлик спектрального класса M. Масса — около 149+96
−88 масс Юпитера (0,142+0,092
−0,084 масс Солнца). Радиус орбиты около 2 а.е..

## Любительские наблюдения
Для любителей наблюдения этой звезды считаются интересными из-за высокой асимметричности кривой блеска. Подъём блеска от 11,9m до 10,7m (то есть в 3,0 раза по светимости) происходит чуть более чем за час. Кроме того, любительские наблюдения могут отметить момент начала предполагающегося роста периода в будущем.